# Carnicães
Carnicães is een plaats (freguesia) in de Portugese gemeente Trancoso en telt 192 inwoners (2001).